# 부산 도시철도 1호선
부산 도시철도 1호선(釜山 都市鐵道 1號線)은 부산광역시 사하구 다대동의 다대포해수욕장역과 부산광역시 금정구 청룡노포동의 노포역을 잇는 부산 도시철도 노선이다. 노선 고유색은 ●선명한 주황이다. 종래 시행됐던 도시철도건설조례에 의하면 중앙선도 병기됐으나, 조례의 폐지로 중앙선이라는 노선명은 삭제됐다. 다대포, 하단교차로, 자갈치시장, 부산역, 범일동, 서면교차로, 부산광역시청, 연산교차로, 내성교차로, 부산대학교, 부산종합버스터미널 등 부산의 주요거점을 통과해 이용객이 많다. 부산 도시철도 1호선의 또 다른 특징은 많은 역의 개찰구가 승강장 마다 별개로 분리돼 있어, 반대편 승강장으로 횡단 할 수 없는 역이 많단 것이 특징이다. 전체 40개 역 중에서 다대포항~사하역, 동대신역~남포역, 도시철도 부산역, 초량역, 좌천역, 범일역, 도시철도 부전역, 명륜역~노포역까지 총 28개 역이 반대편 승강장으로 횡단이 불가능하고, 다대포해수욕장역, 괴정역~서대신역, 중앙역, 부산진역, 범내골역, 서면역, 양정~동래역까지 나머지 13개 역은 반대편 승강장으로 횡단이 가능하다. 통행방향은 어디서든 우측통행이다.

## 연혁
- 1981년 1월 1일 : 부산직할시 지하철 건설본부(현 부산교통공사) 출범
- 1981년 6월 23일 : 1단계 노포역~범내골역 구간 착공
- 1983년 7월 28일 : 2단계 범내골역~중앙역 구간 착공
- 1984년 8월 14일 : 3단계 중앙역~서대신역 구간 착공
- 1985년 7월 19일 : 1단계 범어사역~범내골역 구간 개통
- 1986년 12월 19일 : 범어사역~노포역 구간 개통
- 1987년 5월 15일 : 2단계 범내골역~중앙역 구간 개통
- 1988년 5월 19일 : 3단계 일부 중앙역~토성역 구간 개통
- 1990년 2월 28일 : 3단계 잔여 토성역~서대신역 구간 개통
- 1990년 7월 24일 : 4단계 연장 서대신역~신평역 구간 착공
- 1994년 6월 23일 : 4단계 연장 서대신역~신평역 구간 개통
- 1999년 6월 30일 : 서면역 환승 개통(부산 도시철도 2호선)
- 2005년 11월 28일 : 연산역 환승 개통(부산 도시철도 3호선)
- 2009년 11월 20일 : 5단계 연장 신평역~다대포해수욕장역 구간 착공
- 2010년 3월 1일 : 1호선 역명 개편(서대신역, 동대신역, 토성역, 남포역, 중앙역, 초량역, 좌천역, 범일역, 부전역, 연산역, 명륜역, 장전역, 구서역, 남산역, 노포역 15개역에서 '동' 삭제. 그리고 교대역과 부산대역 2개역을 '~대앞'역에서 '~대역'으로 역명 변경)
- 2011년 3월 30일 : 동래역 환승 개통(부산 도시철도 4호선)
- 2016년 12월 30일 : 교대역 환승 개통(동해선 광역전철)
- 2017년 4월 20일 : 5단계 연장 신평역~다대포해수욕장역 구간 개통

## 운영

### 운행
1호선의 열차는 노포행, 다대포해수욕장행으로 운행한다. 서면역에서 2호선으로, 연산역에서 3호선으로, 교대역에서 동해선으로, 동래역에서 4호선으로, 환승이 가능하다.
- 평상시 : 다대포해수욕장·신평발 노포행/노포발 다대포해수욕장행

상행선(다대포해수욕장 방향)의 경우 평상시에는 모두 다대포해수욕장행으로 운행하다가 다음 날 첫차 출발 시각의 지연을 방지하기 위해 막차 시간대에만 신평역에 종착한다.
- 첫차 : 신평발 노포·다대포해수욕장행
- 막차 : 노포발 신평행

중간 시·종착역의 경우 상행선(다대포해수욕장 방향)은 신평역이다. 그러나 대부분 열차는 다대포해수욕장행과 노포행을 반복하여 운행한다. 오전 5시 이후와 오후 11시 이후의 심야 시간대에는 환승 승객의 편의를 위해 2호선과의 환승역인 서면역, 3호선과의 환승역인 연산역에서 열차가 3분간 정차한다.

### 1호선의 운임
1호선의 운임은 부산 도시철도의 운임 체계를 그대로 따르고 있다. 성인 카드 기준으로 10 km 이내는 1,600원, 10 km 초과는 1,800원의 운임이 부과된다.

### 도시철도 역사(驛舍)
1호선은 언덕이나 하천 아래를 거의 지나지 않으므로 역사가 그리 깊지 않은 편이다. 특히 교대역의 경우 지하 1층에 승강장이 위치한다. 다만 서대신역과 대티역은 대티고개를 지나고 있어서 승강장이 깊은 편에 속한다. 신평역, 온천천 위를 지나는 동래역~구서역 구간은 지상, 나머지 구간은 지하역으로 건설되었으며, 노포역은 2호선의 동원역이나 4호선의 반여농산물시장역 등과 구조가 비슷한 반지하역으로 건설되었다. 중구, 서구, 사하구 구간의 역들은 자갈치역, 사하역, 당리역, 신평역, 동매역, 장림역, 다대포해수욕장역 등을 제외하면 모두 곡선 승강장이어서 승강장과 열차 사이의 단차가 있으므로 주의해야 한다.
- 역 번호 : 기점역인 다대포해수욕장역의 95번으로 시작하여 종점역인 노포역의 134번까지 순서대로 1씩 늘어난다. 3호선 개통 이전까지는 과거 기점이었던 신평역을 1번으로 시작하여 종착역 노포역 34번까지 1씩 늘어난 방식으로 매겨졌다. 원래대로라면 다대포해수욕장역부터 노포역까지 역번을 5 또는 6씩 올려 노포역을 139번이나 140번으로 바꾸어야 하나, 부산교통공사의 예산 문제로 실행하지 못하고 101번 이하를 두 자리 수로 내린 형태를 취하게 되었다. 또한, 다대포해수욕장역 방면으로 가는 열차는 상행, 노포역 방면으로 간 열차는 하행이다. 3자리 역 번호에서 100의 자리 숫자는 노선 번호, 10의 자리 숫자와 1의 자리 숫자는 역 번호다.

### 운용되는 차량

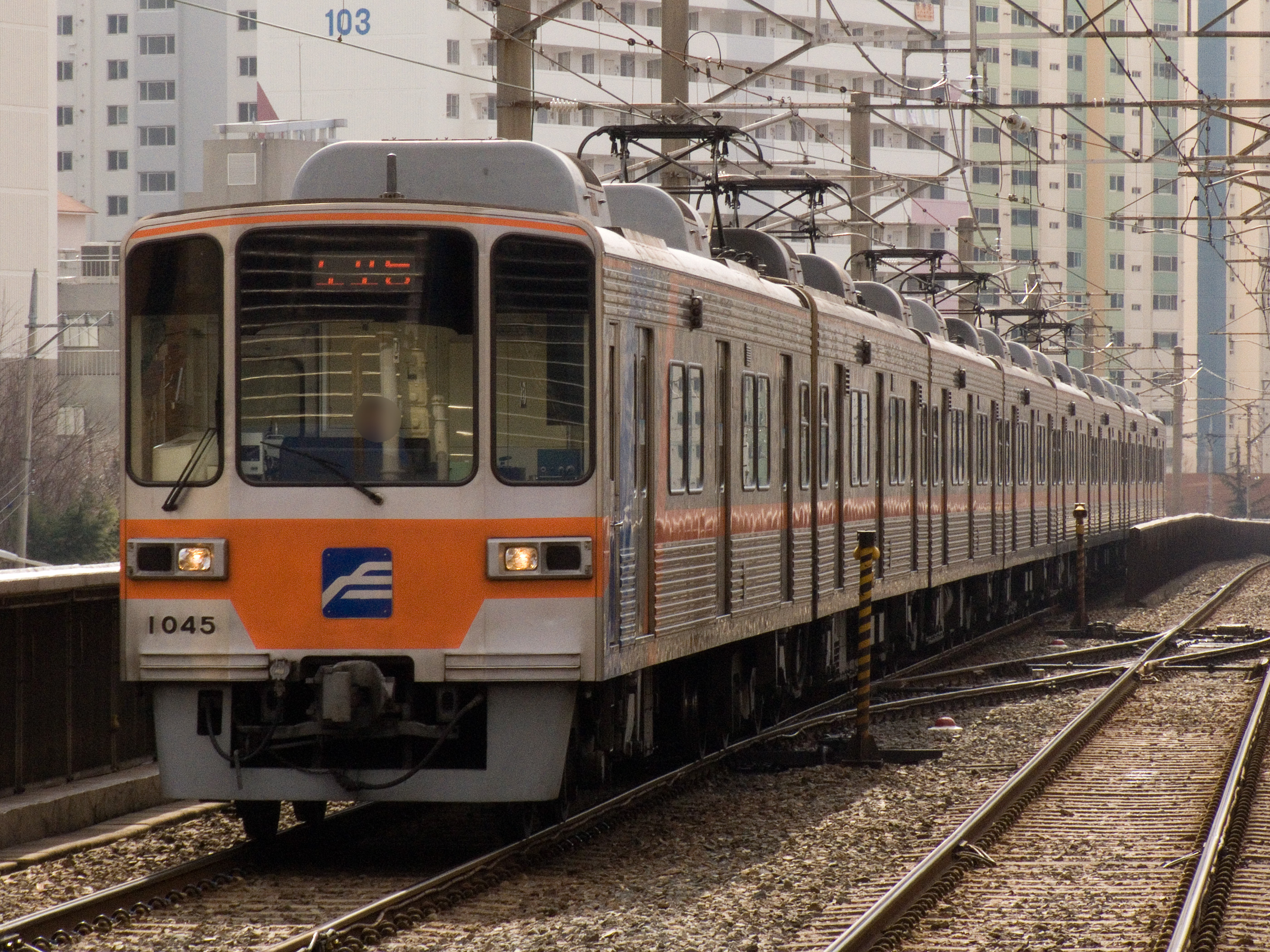
구형 1000호대 전동차

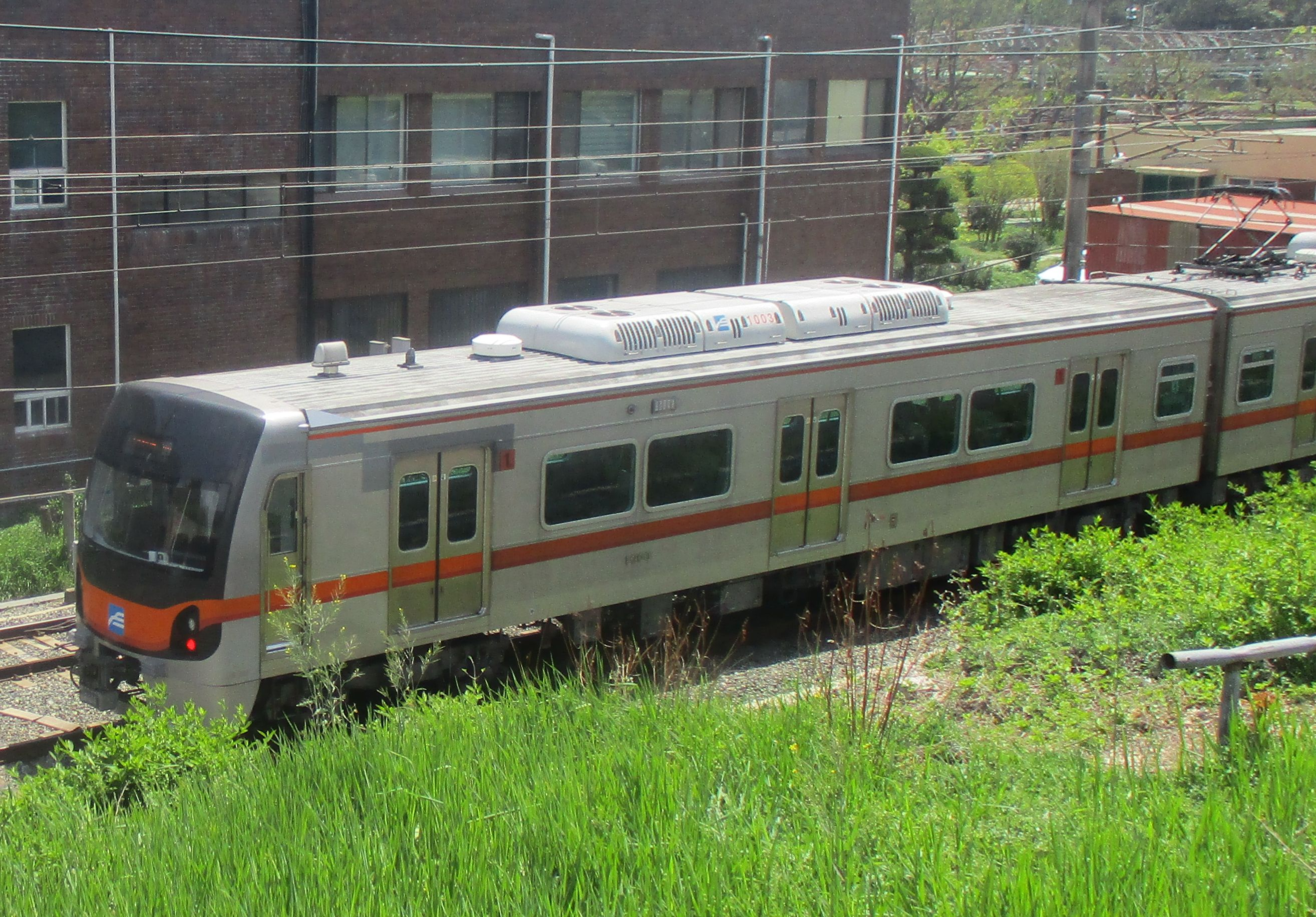
신형(2세대) 1000호대 전동차

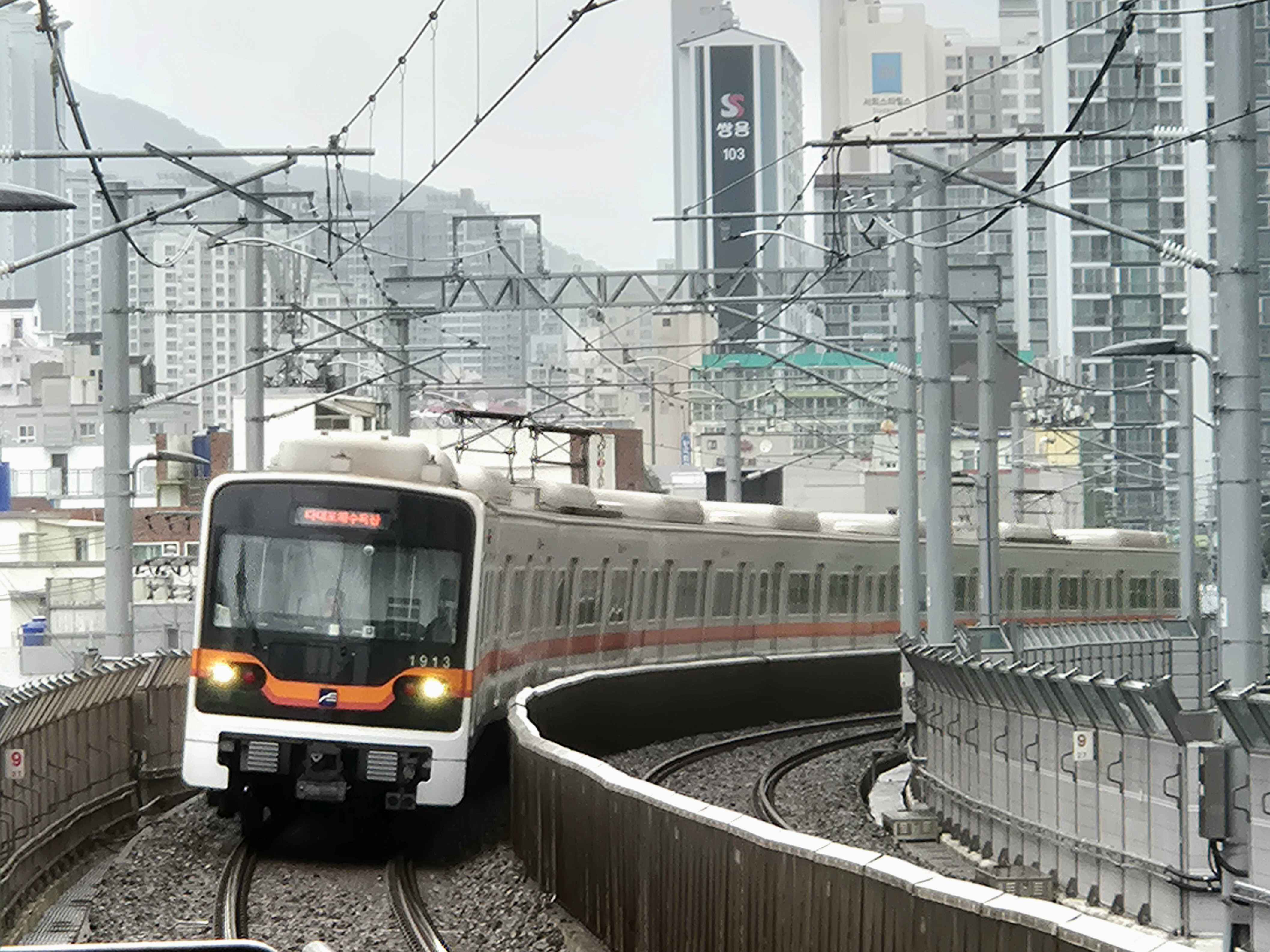
신형(3세대) 1000호대 전동차

부산 도시철도 1호선은 부산교통공사 1000호대 전동차를 운용하고 있다. 스테인레스 외장에 주황색 띠가 둘러진 외형을 가지고 있으며, 전동차의 길이는 17m· 폭은 2.75m이고 양 끝 칸은 113명·중간 칸에는 124명이 승차 정원이다. 대한민국의 다른 통근형 전동차와 달리 한 면에 3개의 출입문(3비차)을 가지고 있어 좌석이 많은 편이다. 현재 8량 1편성으로 운행 중이다.
- 전동차 수량 : 2018년 4월 20일 기준으로 10량 1편성으로 72편성· 총 48량이며, 보통 같으면 추후 10량 1편성 증결이 가능하겠으나, 현재 1호선 승강장 스크린도어가 10량 기준으로 설치되고, 다대포 연장선 승강장이 10량 기준으로 건설되면서 더 이상의 증결은 없을 것으로 예상된다. 이 전동차는 두 차례에 걸쳐 반입되었는데, 1단계 개통에선 다대포에서 부산역까진 해상 선박 수송으로, 부산역에서 동래역까진 경부선과 동해남부선 철도로 이동한 다음 노포차량기지까지 트레일러로 운반하였다. 또한 2단계 개통에선 부산진역과 도시철도 부산진역 사이의 연결선을 통하여 이동하였다. 현재 노포차량기지와 신평차량기지에서 검수를 담당하고 있다.

- 노포차량사업소 : 1000호대 중 48개 편성·총 480량/중·경검수 담당
- 신평차량사업소 : 1000호대 중 48개 편성·총 480량/경검수 담당

### 1호선과 2호선의 운행계통 관계
다대포 연장선이 개통되면 현재 2호선 호포·양산행 계통처럼 신평·다대포해수욕장행 계통으로 나누어질 것으로 보였다. 실제로도 부산교통공사측에서 신평·다대포해수욕장행 비율을 1:1로 운행하려고 하였으나, 2017년 4월에 개정된 시간표에 따르면 2호선과 달리 계통이 따로 분리되지 않고 밤 시간에 신평행 막차 1회 운행한 거 외엔 전부 다대포해수욕장행으로 운행한다. 또 신평발 다대포해수욕장행 열차가 신설되었다. 그래서 하행선(노포 방향) 첫차는 신평역에서 출발하며, 다대포해수욕장발 열차는 2번째 열차부터 시작된다. 2호선의 경우 평시에도 하행선(양산 방향) 중간중간에 호포차량기지 입고 열차를 호포행으로 운영하는 반면, 1호선은 상행선(다대포해수욕장 방향) 중간중간에 신평행을 끼워 놓지 않은 것이 대조적이다. 다만, 3호선이 개통하기 전은 막차 시간 대에 노포발 서대신행, 신평발 부산진행이 있으며, 부산진역에 주박한 열차는 다음 날 부산진발 신평행으로, 서대신역 주박 열차는 서대신발 노포행으로 운행했던 선례가 있다.

## 스크린도어설치
2016년 6월 30일부터 신평역, 당리역, 사하역, 서대신역, 동대신역, 노포역 등에도 스크린도어 설치 공사가 완료되면서 모든 역에 스크린도어가 설치되었다.

## 일부 역 승강장 천장 교체
최근에 일부 역 승강장 천장도 교체되었으며, 현재 당리역, 초량역, 범일역, 서면역, 양정역, 연산역, 교대역, 남산역 등이 교체되었다.

## 역 목록
| 역번호 | 역명                          | 역명                            | 역명           | 역명                           | 접속 노선                       | 역간 거리 | 누적 거리 | 소재지     | 소재지   |
| 역번호 | 한글                          | 로마자                          | 일본어         | 한자                           | 접속 노선                       | 역간 거리 | 누적 거리 | 소재지     | 소재지   |
| ------ | ----------------------------- | ------------------------------- | -------------- | ------------------------------ | ------------------------------- | --------- | --------- | ---------- | -------- |
| 095    | 다대포해수욕장(몰운대앞)      | Dadaepo Beach(Morundae Ap)      | 多大浦海水浴場 | 多大浦海水浴場(沒雲大앞)       |                                 | -         | 0.0       | 부산광역시 | 사하구   |
| 096    | 다대포항                      | Dadaepo Harbor                  | 多大浦港       | 多大浦港                       |                                 | 1.6       | 1.6       | 부산광역시 | 사하구   |
| 097    | 낫개                          | Natgae                          | ナッケ         | 納溉                           |                                 | 1.3       | 2.9       | 부산광역시 | 사하구   |
| 098    | 신장림                        | Sinjangnim                      | 新長林         | 新長林                         |                                 | 1.1       | 3.7       | 부산광역시 | 사하구   |
| 099    | 장림                          | Jangnim                         | 長林           | 長林                           |                                 | 0.8       | 4.8       | 부산광역시 | 사하구   |
| 100    | 동매                          | Dongmae                         | トンメ         | 東嵋                           |                                 | 1.5       | 6.3       | 부산광역시 | 사하구   |
| 101    | 신평                          | Sinpyeong                       | 新平           | 新平                           |                                 | 1.6       | 7.9       | 부산광역시 | 사하구   |
| 102    | 하단(아트몰링)                | Hadan(Artsmoling)               | 下端           | 下端                           |                                 | 1.6       | 9.5       | 부산광역시 | 사하구   |
| 103    | 당리(사하구청)                | Dangni(Saha-gu Office)          | 堂里           | 堂里(沙下區廳)                 |                                 | 0.8       | 10.3      | 부산광역시 | 사하구   |
| 104    | 사하                          | Saha                            | 沙下           | 沙下                           |                                 | 0.9       | 11.2      | 부산광역시 | 사하구   |
| 105    | 괴정                          | Goejeong                        | 槐亭           | 槐亭                           |                                 | 0.9       | 12.1      | 부산광역시 | 사하구   |
| 106    | 대티                          | Daeti                           | 大峙           | 大峙                           |                                 | 0.8       | 12.9      | 부산광역시 | 사하구   |
| 107    | 서대신(삼육부산병원)          | Seodaesin(Samyukbusan Hospital) | 西大新         | 西大新(三育釜山病院)           |                                 | 1.4       | 14.3      | 부산광역시 | 서구     |
| 108    | 동대신                        | Dongdaesin                      | 東大新         | 東大新                         |                                 | 0.7       | 15.0      | 부산광역시 | 서구     |
| 109    | 토성                          | Toseong                         | 土城           | 土城                           |                                 | 1.2       | 16.2      | 부산광역시 | 서구     |
| 110    | 자갈치                        | Jagalchi                        | チャガルチ     | 札嘎其                         |                                 | 1.0       | 17.2      | 부산광역시 | 중구     |
| 111    | 남포(해동병원)                | Nampo(Haedong Hospital)         | 南浦           | 南浦                           |                                 | 0.7       | 17.9      | 부산광역시 | 중구     |
| 112    | 중앙                          | Jungang                         | 中央           | 中央                           |                                 | 0.9       | 18.8      | 부산광역시 | 중구     |
| 113    | 부산역                        | Busan Station                   | 釜山駅         | 釜山驛                         | 경부선 경부고속선               | 1.1       | 19.9      | 부산광역시 | 동구     |
| 114    | 초량                          | Choryang                        | 草梁           | 草梁                           |                                 | 0.8       | 20.7      | 부산광역시 | 동구     |
| 115    | 부산진(동구청)                | Busanjin(Dong-gu Office)        | 釜山鎮         | 釜山鎭                         |                                 | 0.8       | 21.5      | 부산광역시 | 동구     |
| 116    | 좌천                          | Jwacheon                        | 佐川           | 佐川                           |                                 | 1.0       | 22.5      | 부산광역시 | 동구     |
| 117    | 범일                          | Beomil                          | 凡一           | 凡一                           |                                 | 0.9       | 23.4      | 부산광역시 | 동구     |
| 118    | 범내골                        | Beomnaegol                      | ポムネゴル     | 凡內谷                         |                                 | 0.8       | 24.2      | 부산광역시 | 부산진구 |
| 119    | 서면                          | Seomyeon                        | 西面           | 西面                           | ● 부산 도시철도 2호선           | 1.2       | 25.4      | 부산광역시 | 부산진구 |
| 120    | 부전(부산시민공원·송상현광장) | Bujeon                          | 釜田           | 釜田(釜山市民公園·宋象賢 廣場) | ● 동해선 광역전철 동해선 부전선 | 0.6       | 26.0      | 부산광역시 | 부산진구 |
| 121    | 양정                          | Yangjeong                       | 楊亭           | 楊亭                           |                                 | 1.4       | 27.4      | 부산광역시 | 부산진구 |
| 122    | 시청(연제)                    | City Hall(Yeonje)               | 市庁           | 市廳(蓮堤)                     |                                 | 0.8       | 28.2      | 부산광역시 | 연제구   |
| 123    | 연산                          | Yeonsan                         | 蓮山           | 蓮山                           | ● 부산 도시철도 3호선           | 0.9       | 29.1      | 부산광역시 | 연제구   |
| 124    | 교대                          | Busan Nat'l Univ. of Edu.       | 教大           | 敎大                           | ● 동해선 광역전철               | 1.0       | 30.1      | 부산광역시 | 연제구   |
| 125    | 동래(한국건강관리협회)        | Dongnae                         | 東莱           | 東萊                           | ● 부산 도시철도 4호선           | 1.2       | 31.3      | 부산광역시 | 동래구   |
| 126    | 명륜                          | Myeongnyun                      | 明倫           | 明倫                           |                                 | 0.8       | 32.1      | 부산광역시 | 동래구   |
| 127    | 온천장(우리들병원)            | Oncheonjang(Our Hospital)       | 溫泉場         | 溫泉場                         |                                 | 1.0       | 33.1      | 부산광역시 | 동래구   |
| 128    | 부산대                        | Pusan Nat'l Univ.               | 釜山大学       | 釜山大                         |                                 | 1.1       | 34.2      | 부산광역시 | 금정구   |
| 129    | 장전                          | Jangjeon                        | 長箭           | 長箭                           |                                 | 1.0       | 35.2      | 부산광역시 | 금정구   |
| 130    | 구서                          | Guseo                           | 久瑞           | 久瑞                           |                                 | 1.1       | 36.3      | 부산광역시 | 금정구   |
| 131    | 두실                          | Dusil                           | 斗実           | 斗實                           |                                 | 1.0       | 37.3      | 부산광역시 | 금정구   |
| 132    | 남산                          | Namsan                          | 南山           | 南山                           |                                 | 1.0       | 38.3      | 부산광역시 | 금정구   |
| 133    | 범어사                        | Beomeosa                        | 梵魚寺         | 梵魚寺                         |                                 | 0.9       | 39.2      | 부산광역시 | 금정구   |
| 134    | 노포(종합버스터미널)          | Nopo(General Bus Terminal)      | 老圃           | 老圃                           |                                 | 1.2       | 40.4      | 부산광역시 | 금정구   |

- 2010년 2월 24일에 개최된 4호선 역명 제정을 위한 2차 역명심의위원회에서 1호선의 '동'으로 끝나는 15개 역명 끝의 동을 일괄적으로 삭제하고, 부산대학앞역을 부산대역, 교대앞역을 교대역으로 개명하기로 했다.[4]

## 도시철도 건설
부산 도시철도 1호선은 모두 5단계에 걸쳐 완성되었다. 1단계는 범어사역에서 범내골역까지, 2단계는 범내골역에서 중앙역까지, 3단계는 중앙역에서 서대신역까지, 4단계는 서대신역에서 신평역까지, 5단계는 신평역에서 다대포해수욕장역까지 완성되었다.

### 1단계:노포역~범내골역
1단계는 범어사역에서 범내골역까지의 구간이며, 부산 도시철도 중 초창기에 먼저 개통되었다. 금정구와 동래구 등지에서 서면역으로 빠르게 접근할 수 있게 해 주는 이 구간은 1985년 7월 19일에 개통되었다. 다만 노포역은 1단계 연장 개통 당시 같이 개통하지 않고 노포차량사업소 내 역사 설치 공사가 끝나고 1986년 12월 19일에 개통되었다. 개통 당시엔 노포동역~범내골역이었다.

### 2단계:범내골역~중앙역
2단계는 범내골역에서 중앙역까지의 구간이다. 범천동과 영도 입구까지 이어진 이 구간은 1987년 5월 15일에 개통되었다. 당시엔 범내골역~중앙동역이었다.

### 3단계:중앙역~서대신역
3단계는 일부 구간과 잔여 구간과 나누어져 있는데, 일부 구간인 중앙역에서 토성역까지 이어진 이 구간은 1988년 5월 19일에 개통되었고, 잔여 구간인 토성역부터 서대신역까지 이어진 이 구간은 1990년 2월 28일에 개통되었다. 당시엔 중앙동역~서대신동역이었다.

### 4단계:서대신역~신평역
4단계는 서대신역에서 신평역까지 이어진 이 구간은 1994년 6월 23일에 개통되었다. 이 부분은 서대신역을 제외하고 사하구가 차지하며 연장 개통된 구간에 해당된다. 당시엔 서대신동역~신평역이었다.

### 5단계:신평역~다대포해수욕장역
5단계는 신평역에서 다대포해수욕장역까지 이어진 이 구간은 2017년 4월 20일에 개통됐다. 일명 다대선(多大線)이라고 한다. 6개 역이 신설됐으며, 그 역명은 신평역부터 차례대로 동매, 장림, 신장림, 낫개, 다대포항, 다대포해수욕장이다. 부산광역시는 예전부터 대중교통 이용이 불편하고 도로교통의 정체가 심각한 다대동 지역의 궤도계 교통수단의 도입을 구상하고 있다. 초기엔 경전철을 신평역에서 환승하도록 해 신규 경전철 노선을 건설하기로 계획했다가 최종적으로 1호선을 연장한 것으로 결론지었다. 이렇게 되면 환승에 따른 불편함이 생기지 않게 되며 다대포 방향 종점에선 북쪽 종점인 노포역에서 76분 정도면 닿을 수 있게 된다. 도시철도의 건설은 국비와 시비가 함께 투입된 사업인만큼, 대한민국 정부 부처(국토해양부, 현 국토교통부)의 타당성조사를 거치게 된다. 그런데 부산광역시의 주도로 건설 계획이 진행 중이던 2003년 9월은 기획예산처(현 기획재정부)의 예비타당성조사 결과 경제적, 정책적 타당성의 미흡으로 장기사업과제로 분류돼 사업 추진이 보류된 적이 있다. 그러나 2004년부터 사업이 재추진되어 기획예산처는 2004년 11월 12일에 예비타당성조사 대상사업으로 선정하고 한국개발연구원에 조사용역을 의뢰했다. 이에 2005년에 있던 한국개발연구원의 조사용역 결과가 긍정적으로 나옴에 따라 예산이 반영되기 시작했고, 2008년 6월은 기본계획이 최종 확정됐다. 따라서 2009년 9월에 실시계획을 완료하여 11월 20일부터 착공하여 2013년 말에 최종 개통해 운영할 예정이었다. 건설하게 된 노선은 기존 1호선의 기점인 신평역에서 장림을 거쳐 다대포해수욕장역에 이르는 7.98km의 구간이며, 모두 6개 역이 건설된다. 그러나 부산교통공사 홈페이지 기준으로 1호선 다대포 연장 구간의 건설기간이 2013년 하반기에서 2017년 상반기로 연기됐다. 2013년 2월에 건축공사 착공에 들어갔으며, 그 해 11월에 궤도공사가 진행됐다.

## 노후화로 인한 문제점
현재의 안전 규정은 선로의 총 운행 하중이 5억톤일 때 선로를 교체하여야 한다고 한다. 1단계 구간의 선로 운행 하중이 4억 9천만톤에 임박하였기 때문에 빠른 시일 내에 선로를 교체하여야 하며, 2단계 구간도 교체 시기가 다가오고 있다. 신호 설비 역시 법적 내구 연한이 임박하고 있어서 동시에 교체되어야 한다. 1호선 지상 구간의 구조물이 태풍과 해풍의 영향으로 강도와 내구성에 문제가 있다고 진단되었고, 소음을 차단하는 방음벽도 부식된 상태다. 이에 대하여 부산교통공사 측은 선로 교체 등 문제는 예산 문제로 인하여 대책을 내놓지 못하고 있다. 현재 전동차의 내구연한 문제는 도시철도법이 개정되면서 최장 40년까지 연장되는 것으로 해결하였고, 구서역~동래역 구간의 방음벽도 현재 교체 공사가 완료된 상태다. 2015년부터 2016년까지 121편성, 125편성, 130~131편성, 133~134편성, 139편성, 142편성, 145편성 등 일부 편성이 기존 사이리스터제 쵸퍼 소자에서 현대로템 VVVF-IGBT 소자로 교체가 완료되어 운행 중이다. 하지만 2009년 내구연한 5년 연장 확정 및 2012년 내구연한 제도가 아예 폐지되면서 더 이상의 추가 도입분이 없을 것으로 예상되었으나, 2013년 부산교통공사에서 다대포 연장개통 대비용 신차 6편성의 예산이 반영, 확정되어 별 문제가 없다면 즉시 차량 구매 절차에 들어갈 수도 있다고 한다. 2014년 6월 2일 부산교통공사는 다대포 연장에 대비한 신형 전동차의 차량은 차세대 전동차인 AUTS를 기반으로 제작 된다고 한다. 하지만 실제로 나온 차량은 한국형 표준 전동차 기반에 부분적으로 AUTS의 기술이 적용된 형태 디자인을 최종 확정하였다. 시제품은 2014년 9월에 만들어졌으며, 2015년 하반기부터 2016년 2월까지 6편성의 전동차 제작을 완료하였으며, 신차 구입에 꼭 필요한 예산 문제로 인한 재원이 부족한 상황에도 불구하고, 부산교통공사 사장은 대차 계획을 발표하면서 국비 지원을 호소했다. 2015년부터 2016년까지 146~151편성 등 신차 도입이 추가되어 운행 중이다.